# Thyone bicornis
Thyone bicornis är en sjögurkeart som beskrevs av Oishima 1915. Thyone bicornis ingår i släktet Thyone och familjen korvsjögurkor. Inga underarter finns listade i Catalogue of Life.